# عاشقم باش (ترانه اینا)
عاشقم باش (به انگلیسی: Be my lover) تک‌آهنگی از اینا خوانندهٔ اهل رومانی است که در ۱۱ ژوئیه ۲۰۱۳ منتشر شد. این ترانه کاور قطعه‌ای با همین نام از لا بوش است.